# Швальм-Едер (район)
Швальм-Едер (нім. Schwalm-Eder-Kreis) — район в Німеччині, в складі округу Кассель землі Гессен. Адміністративний центр — місто Гомберг.

## Населення
Населення району становить 179 840 осіб (станом на 31 грудня 2020).

## Адміністративний поділ
Район поділяється на 16 громад (нім. Gemeinden) та 11 міст (нім. Städte):
| Місто       | Населення |
| ----------- | --------- |
| Боркен      | 12 506    |
| Гомберг     | 13 926    |
| Гуденсберг  | 9761      |
| Мельзунген  | 13 797    |
| Ніденштайн  | 5392      |
| Нойкірхен   | 6894      |
| Фельсберг   | 10 568    |
| Фрітцлар    | 14 805    |
| Швальмштадт | 18 091    |
| Шварценборн | 1200      |
| Шпангенберг | 6039      |

| Громада        | Населення |
| -------------- | --------- |
| Бад-Цвестен    | 3842      |
| Ваберн         | 7348      |
| Віллінгсгаузен | 4754      |
| Гільсерберг    | 2903      |
| Гуксгаген      | 5384      |
| Едермюнде      | 7321      |
| Єсберг         | 2210      |
| Керле          | 3022      |
| Кнюльвальд     | 4377      |
| Мальсфельд     | 3889      |
| Моршен         | 3225      |
| Нойенталь      | 3034      |
| Обераула       | 3200      |
| Оттрау         | 2146      |
| Фрілендорф     | 7229      |
| Шрексбах       | 2977      |

Дані про населення наведені станом на 31 грудня 2020.